# 4182 Mount Locke
4182 Mount Locke è un asteroide della fascia principale. Scoperto nel 1951, presenta un'orbita caratterizzata da un semiasse maggiore pari a 2,7975204 UA e da un'eccentricità di 0,1354159, inclinata di 8,06098° rispetto all'eclittica.